# Bateas
Bateas es un centro poblado de Tibacuy, ubicado al suroeste de su cabecera municipal a 20 km por carretera y a laderas del cerro el Quinini. Cuenta con una sede Educativa Agroindustrial y dos Subsedes Educativas, Puesto de Salud, Centro de Acopio, Inspección de Policía entre otros.

## Turismo
Su clima templado entre 16 °C y 22 °C lo hace tener un gran perfil Turístico por excelencia, Posee Fincas hotel y recreativas, Piscinas, Restaurantes, Tiendas de comida, Caminatas Ecológicas, Arte Rupestre, Caminos de Herradura etc.
Cabe resaltar que cada año se hacen las Ferias y Fiestas, una celebración por festividad especial que se realiza en el centro del lugar donde se invitan Orquestas y cantantes del país.

## Lugares Turísticos
- Río Sumapaz.
- Mirador hacia el Plano de Chinauta.
- Casco Urbano La hacienda.
- Polideportivo de Bateas.

## Geografía
Limita con la vereda del Mango, La Vereda del Cairo, El Municipio de Nilo, Fusagasugá y el Municipio de Boquerón departamento del Tolima(vía Bogotá-melgar)

## Economía
La Economía del lugar consta de la Ganadería especialmente doble propósito y en ocasiones lechera, la agricultura y la Fruticultura para venta de frutos tropicales como: la naranja, la mandarina, el mango, el limón, la guayaba, el madroño entre otros.

## Lugares de referencia
Vía Fusagasuga-Cumaca, Silvania-Tibacuy / Via Bogotá-Melgar(Boquerón) / Cumaca / Río sumapaz / Cerro de Quininí
- Datos: Q6394795